# Internationale Föderation katholischer Ärztevereinigungen
Die Internationale Föderation katholischer Ärztevereinigungen (FIAMC; en.: World Federation of the Catholic Medical Assoziations, fr.: Fédération Internationale des Associations Médicales Catholiques) ist eine internationale katholische Vereinigung von Gläubigen päpstlichen Rechts. Sie wurde 1966 in Manila (Philippinen) gegründet und arbeitet eng mit dem Päpstlichen Rat für die Pastoral im Krankendienst und dem Päpstlichen Rat für die Laien zusammen. Die Föderation ist als eine Nichtregierungsorganisation beratend in der ECOSOC eingetragen und betätigt sich als Dachverband der katholischen Ärztevereinigungen, ihr angeschlossen sind 53 nationale Verbände in 66 Ländern.

## Geschichte
Die Generalversammlung der „Internationalen Föderation katholischer Ärztevereinigungen“ gab sich auf dem 11. Weltkongress von 1966 in Manila eine offizielle Satzung und interne Ausführungsbestimmungen, die danach vom Heiligen Stuhl anerkannt wurden. Der Ursprung geht jedoch bis auf das Jahr 1884 zurück. In Frankreich hatte sich die erste katholische Gilde „Gesellschaft der Heiligen Lukas, Cosmas und Damian“ gegründet, die Gründungsinitiative beruhte auf der Enzyklika Humanum genus. Papst Leo XIII. (1878–1903) forderte darin auf, organisierte Gruppen zu bilden, die dem anwachsenden Atheismus, dem Materialismus und der zunehmenden Freimaurerei entgegenwirken sollten.
Aus der kleinen örtlichen Gemeinschaft erwuchs in kürzester Zeit eine nationale Vereinigung, die 1907 in Frankreich entstand. Andere Länder nahmen sich dem Beispiel an und Papst Pius XI. (1922–1939) unterstützte die internationale Erweiterung. Oktave Pasteau (1870–1956) gründete 1924 in Paris ein „Zentralsekretariat der nationalen katholischen Ärzteverbande“, von hier aus wurden die ersten europäischen Kongresse in Budapest (1930) und in Paris (1934) organisiert und abgehalten.

## Die internationale Erweiterung
Auf der nächsten Weltkonferenz von 1935 in Brüssel nahmen Ärzte aus Chile, Kolumbien und der USA teil. Der letzte Kongress vor dem Zweiten Weltkrieg fand 1936 in Wien statt, er war durch das NS-Regime gekennzeichnet, die Ärztegemeinschaft lehnte die Eugenik und Sterilisation zur „Verbesserung der Rassen“ ab. Das nächste internationale Treffen wurde 1947 nach Lissabon vergeben, es folgte 1949 der Kongress in Rom. In Rom wurde ein zweites Sekretariat eröffnet und die Zusammenarbeit mit Pax Christi beschlossen. 1951 beschloss man die Zusammenlegung der beiden Sekretariate und begann mit der Gründungsarbeit zur „Internationalen Föderation katholischer Ärztevereinigungen“, danach folgten die Weltkongresse in Dublin (1954), Den Haag (1956), Brüssel (1958), München (1960) und London (1962). London 1962 wird als der Wendepunkt bezeichnet, denn an der Konferenz nahmen sowohl europäische wie auch überseeische Verbände teil, zudem hatte man beschlossen, das die Weltkongresse alle vier Jahre stattfinden sollten und legte die offizielle Bezeichnung „Fédération Internationale des Associations Médicales Catholiques“ und die Abkürzung FIAMS fest. Schließlich konnte 1966 die feierliche Gründung gefeiert werden.

## Die Weltkongresse
Der Weltkongress 1966 war gleichzeitig der Start zur internationalen Erweiterung, es schlossen sich Lateinamerika und Asien an, die Weltkongresse fanden 1970 in Washington, D.C., 1974 in Barcelona, 1978 in Bombay, 1982 in Rom, 1986 in Buenos Aires, 1990 in Bonn, 1994 in Porto und 1998 in New York City statt. Aus Anlass des „Jubeljahres 2000“ fand ein außerordentlicher Kongress in Rom statt, ihm folgte der nächste reguläre Weltkongress 2002 in Seoul. Danach folgten Barcelona (2006), Lourdes (2010) und das Jubiläumstreffen zum 50. Jahrestag in Manila. Auf allen Weltkongressen standen Themen wie die Weltbevölkerung, Medizin und Recht, Lebensqualität, Freiheit und Medizin, Achtung des menschlichen Lebens, biologische Natur und die Würde des Menschen, Arzt und Neuevangelisierung, Medizinethik  im Focus.

## Selbstverständnis
Es ist die grundsätzliche Politik der FIAMC, ihre Themen mit internationalen Experten und in freier Kommunikation zu erörtern. Im Vordergrund steht die Förderung von Aktionen, die im Einklang mit dem Gesundheitswesen stehen, die Lehren der Kirche darstellen und im Sinne der katholischen Soziallehre agieren. Die FIAMC möchte sich Gehör verschaffen und dient als Sprachrohr des katholischen Glaubens, und sie versteht sich als Mitarbeiter für die globale Neuevangelisierung. Sie möchte ihre Mitglieder moralisch und spirituell unterstützen und bietet hierzu Kongresse, Symposien, Forschung und finanzielle Unterstützung an. Aus diesem Selbstverständnis heraus und den Ergebnissen der Weltkongresse folgend wurden ständig Schwerpunktthemen und Anregungen erarbeitet. So war es zum einen die mögliche Krebserkrankung bei der „Oralen Empfängnisverhütung“ und zum anderen ein Symposium, welches 2006 gemeinsam mit der Päpstlichen Akademie für das Leben durchgeführt wurde. Es behandelte die Thematik „Stammzellen: welche Zukunft für die Therapie?“. Papst Benedikt XVI. (2005–2013) hob in seinem Grußwort die gute Arbeit der FIAMC hervor.

## Organisation und Ausweitung
Das höchste Leitungsorgan ist die Generalversammlung; sie setzt sich aus den Delegierten der regulären und assoziierten Mitgliedsverbände zusammen. Auf ihr wird das Exekutivkomitee gewählt, es besteht aus dem Präsidenten, dem Vizepräsidenten, dem Schatzmeister und dem Kirchlichen Assistenten, des Weiteren gehören die Leiter der Regionen und die ehemaligen Präsidenten zum Komitee, sie verfügen jedoch über kein Stimmrecht. Die Mitgliedsformen sind die ordentlichen Mitglieder (rechtlich instituierte Vereinigungen), die assoziierten Mitglieder (Vereinigungen die sich auf eine Vollmitgliedschaft vorbereiten) und Einzelmitglieder. Aus Deutschland ist die „Katholische Ärztearbeit  Deutschland“ als Vollmitglied beigetreten. Der Hauptsitz ist der Palazzo San Calisto in Rom (exterritoriale Besitzung des Heiligen Stuhls). Die FIAMC ist in 6 Regionen unterteilt:
- AFRIKA mit 9 Ländern
- ASIEN mit dem Dachverband ASIAN FEDERATION OF CATHOLIC MEDICAL ASSOCIATIONS (AFCMA)[6] und 13 Ländern
- EUROPA mit dem Dachverband  EUROPEAN FEDERATION OF THE CATHOLIC MEDICAL ASSOCIATIONS (FEAMC)[7] und 26 Länder
- LATEINAMERIKA mit dem Dachverband Federacion de Asociaciones Médicas Catolicas Latino-Americanas (FAMCLAM)[8] und 13   Ländern
- NORDAMERIKA mit 3 Ländern und
- OZEANIEN mit 2 Ländern

Die FIAMC ist am Aufbau, der Verwaltung und Trägerschaft folgender Werke beteiligt: Ein pharmazeutisches Labor in Saint Marie de la Bouenza (Republik Kongo), eine Schule in Tirana (Albanien), eine ärztliche Beratung- und Ausbildungsstätte in Lichinga (Mosambik), ein Biomedizinisches Zentrum in Bombay (Indien) und ein Krankenhaus in Taunggyi (Myanmar).